# اینورا

اینورا (به ایتالیایی: Invrea) ناحیه توریستی  در شرق واراتزه ایتالیا قرار دارد  در قرون وسطی این منطقه به عنوان مارک‌نشین ایورا شناخته می‌شد . 

## جاذبه‌های توریستی
- قلعه اینورا (متعلق به قرن دوازدهم میلادی است)
- کلیسا سانتا مارینا لوترنو
- پلاژ اینورا (پلاژ مخصوص برهنگان که در جنوب قلعه اینورا واقع است)